# Estatua colosal de Shapur I
La estatua colosal de Shapur I (en persa: پیکره شاپور یکم) es la denominación historiográfica de una estatua colosal de Shapur I (240-272), el segundo rey del Imperio sasánida. Se encuentra en la llamada cueva de Shapur, una enorme cueva de piedra caliza situada a unos 6 km de la antigua ciudad de Bishapur, en la provincia de Fars, en el sur de Irán. La estatua está a unos 35 metros de la entrada de la cueva, en la cuarta de las cinco terrazas, situada aproximadamente a 3,4 m por debajo del nivel de la entrada de la cueva. Su altura es de unos 6,7 m y tiene más de 2 m de ancho. Se la considera una de las más impresionantes esculturas de la época sasánida.